# تشاهدرة (تشناران)
تشاهدرة (بالفارسية: چاهدره) هي قرية تقع في قسم تشناران الريفي (مقاطعة تشناران) في إيران.